# Pierre Bruno
Pierre Bruno (Genova, 28 giugno 1996) è un rugbista a 15 italiano, attivo nel ruolo di tre quarti ala del Reggio Emilia.

## Biografia
Bruno nasce a Genova, precisamente a Sestri Ponente , crescendo rugbisticamente nel club cittadino Province dell'Ovest.
Nell'estate 2014 viene ingaggiato dal Mogliano, che partecipa al campionato di Eccellenza. Dopo due stagioni a Mogliano Veneto, nel 2016 passa al Calvisano, con cui vince due scudetti e si aggiudica la classifica di miglior marcatore di mete al termine del 2017-18. Nel 2017 esordisce in qualità di permit player con le Zebre, partendo da titolare nella partita con Munster.
Già nazionale Under-18 e Under-20, nel 2017 e nel 2018 viene selezionato nell'Italia Emergenti, impegnata in Nations Cup, disputando complessivamente 6 partite.
Nel 2019 viene ingaggiato dalle Zebre, impegnate in Pro14. Il 20 novembre 2021 segna la sua prima meta in Nazionale nella gara vinta dagli Azzurri per 17-10 sull'Uruguay.
Pierre Bruno è stato convocato da Kieran Crowley anche per il Sei Nazioni 2022, ma il suo debutto nel torneo contro l'Irlanda non è stato fortunato, poiché ha dovuto essere sostituito dopo soli 20 minuti a causa di una controversa decisione arbitrale. Bruno era titolare anche nella squadra italiana che ha affrontato la Scozia a Roma. La partita si concluse con un'altra sconfitta per l'Italia (22-33), ma la prestazione degli azzurri lasciò intravedere un netto miglioramento.
Bruno ha avuto l'opportunità di rifarsi alcuni mesi dopo, nei test match autunnali 2022, segnando due mete nella convincente vittoria dell'Italia su Samoa (49-17), e un'altra contro l'Australia, nella storica prima vittoria degli Azzurri contro i Wallabies (28-27).

## Palmarès
- Campionati italiani: 2
Calvisano: 2016-17, 2018-19